# آموس بول
آموس بول (بالإنجليزية: Amos Bull)‏ هو ملحن أمريكي، ولد في 1744، وتوفي في 1825.

## وصلات خارجية
- آموس بول على موقع ميوزك برينز (الإنجليزية)